# Félix Raimbert-Sévin
Pour les articles homonymes, voir Raimbert.
Félix Raimbert-Sévin, né le 19 décembre 1794 à Châteaudun où il est mort le 20 août 1878, est un homme politique français.

## Biographie
Propriétaire, maire de Châteaudun et conseiller général d'Eure-et-Loir, il fut élu, le 5 juillet 1831, député du 2e collège de ce département (Châteaudun). Il siégea dans la majorité conservatrice, appuya en toutes circonstances le gouvernement, obtint sa réélection, le 21 juin 1834, et continua d'opiner avec les partisans du juste milieu, jusqu'en janvier 1837, époque à laquelle il donna sa démission.

## Sources
- « Félix Raimbert-Sévin », dans Adolphe Robert et Gaston Cougny, Dictionnaire des parlementaires français, Edgar Bourloton, 1889-1891 [détail de l’édition]